# Gardenia oudiepe
Gardenia oudiepe är en måreväxtart som beskrevs av Eugène Vieillard. Gardenia oudiepe ingår i släktet Gardenia och familjen måreväxter. Inga underarter finns listade i Catalogue of Life.